# Scotopteryx microgynaria
Scotopteryx microgynaria är en fjärilsart som beskrevs av George Francis Hampson 1902. Scotopteryx microgynaria ingår i släktet backmätare, och familjen mätare. Inga underarter finns listade.